# Memories Off ＃5 encore
『Memories Off #5 encore』（メモリーズオフ ファイヴ アンコール）は、2007年7月12日にサイバーフロントよりPlayStation 2向けで発売された恋愛アドベンチャーゲーム。『Memories Off #5 とぎれたフィルム』の後日談である。

## ストーリー (そして始まる僕らのアンコール)
夏の日の再開から半年。季節は12月。主人公【河合春人】率いる映画研究サークルCUM研は、来年2月のイベントで上映する映画撮影の準備に取り掛かっていた。あわただしい生活だが、そんな日常が何よりも大切で楽しい一瞬だった。そんな中、親友の妹【日名あすか】が、生活道具一式を背負って春人の部屋に訪れ、暫く泊めて欲しいと懇願する…。

## 概要
季節は『Memories Off #5 とぎれたフィルム』から半年後。
「とぎれたフィルム」の麻尋エンドから始まるが、春人と麻尋の関係ははっきりしておらず、そこにあすかや新たに一条秋名を加えて物語が展開する。#5本編の攻略ヒロインであった美海と瑞穂は登場せず、香月はサブキャラクターになっている。本作では随時視点が切り替わるようになっており、物語が多面的に展開する。
元々は開発・発売元であるKID（株式会社キッド）が開発しており、同社から2007年2月22日発売予定であった。しかし、2006年11月末に同社が自己破産したことを受け、一旦は開発・発売中止となっていたが、2007年2月にサイバーフロントが同社の全ての権利を取得したため、開発が再開された。その際、開発が旧キッドから同社スタッフが移籍した5pb.に移っている。
2009年9月17日には、サイバーフロントから『Memories Off』シリーズの権利を取得した5pb.からPlayStation Portable版が発売された。

## 登場人物
河合 春人（かわい はると）
声 : 森久保祥太郎
本作の主人公。千羽谷大学文学部2年生。4月7日生まれ。
映画サークル「CUM研」のメンバー。千羽谷の日暮荘102号室で一人暮らしをしている。
日名 あすか（ひな あすか）
声 : 野川さくら
綾園学院高等学校3年生。8月31日生まれ。
一年半前に亡くなった日名雄介の妹で、春人たちの後輩。性格は基本は明るく健気でノリがいいが、少し小悪魔っぽいところがある。かなりの寂しがり屋。恋に対しては積極的で、日頃から春人にラブラブ光線を出しまくる。なにかと理由を付けては春人に付きまとう。わざわざ大学まで来てサークルに入り浸っているのも春人に会うため。致命的な方向音痴。ただし一度道を覚えてしまえば忘れることはない。さらに、致命的な機械音痴。ただし慣れれば普通に扱える。演技力はかなりのものだが、本人は封印中。元芸能人という経歴のためか、お洒落に敏感。現在は千羽谷大学に入るために、受験勉強に勤しんでいる。
血液型:Ｂ型  身長:158cm Ｂ:81 Ｗ:56 Ｈ:82
仙堂 麻尋（せんどう まひろ）
声 : 井ノ上奈々
ファミレスの「ルサック」でバイトをしている。12月19日生まれ。
半年前に、正式にCUM研に加わった。ルサックでバイト中。バイトのシフトは主に深夜。強気で意地っ張り。ムキになるタイプ。いざという時にポカをしてしまう癖アリ。特に忘れ物をすることが多い。何事も熱く語るタイプ。多少熱血っぽい。二面性として、母性のような優しさを持つ。実はかなり泣き虫。恋愛に関してはウブ。恋愛が絡むととたんに照れまくりでまともに喋れなくなる。そしてかなり鈍感。待ち合わせなどで人を待たせることは絶対にしない。忘れ物が多いことを自覚しており、いつも指差し確認をする(でも忘れる)。
血液型:Ａ型
身長:160cm Ｂ:86 Ｗ:58 Ｈ:86
一条 秋名（いちじょう あきな）
声 : 茅原実里
私立千羽谷第一高校2年生。10月11日生まれ。
レンタルビデオショップでのバイトを通じて香月と知り合い、そのツテでCUM研に 臨時の手伝いとしてやってくる。CUM研の撮った「光の階段」に憧れて、自主制作映画に興味を持っている。普段は感情をあまり表に見せないクールな女の子だが……あすかより年下だが、傍目にあすかよりもシッカリしている。とても運動オンチで、走ったり身体を動かすことがとにかく苦手。
血液型:Ａ型
身長:155cm Ｂ:79 Ｗ:54 Ｈ:80
観島 香月（みしま かづき）
声 : 桑谷夏子
千羽谷大学芸術学部2年生。11月29日生まれ。
映画サークル「CUM研 (クムけん)」のメンバー。春人、雄介、修司とは高校時代からの友人。負けず嫌い&強気。仕切り屋。映画に関しては真面目に取り組みたいと思っているが、硬く考えるタイプではなく、あくまで楽しければそれでいいというタイプ。涙もろいところがあって、感情的な映画を観ると、大泣きすることもしばしば…。
血液型:Ａ型
身長:161cm Ｂ:80 Ｗ:56 Ｈ:83
小津 修司（おづ しゅうじ）
声 : 岸尾大輔
千羽谷大学理学部2年生。12月12日生まれ。
映画サークル「CUM研(クムけん)」のメンバー。春人、雄介、香月とは高校時代からの友人。あすかのことが好きで、あすかのことを一番に考えて行動する。元々、あすかの子役時代のファンだったが、実際に会って本気で惚れてしまった。あすかが春人を好きなことを知っており、自分の気持ちは隠しているが、周囲には見抜かれている。強気なことを言おうとするといつも噛んでしまう。
血液型:Ｏ型
身長:164cm
稲穂 信（いなほ しん）
声 : 間島淳司
麻尋とルサックでバイトをしている。1月4日生まれ。
日暮荘103号室で一人暮らしをしていて人によって名前が変わる「トモヤ」という犬を飼っている。
日名 雄介（ひな ゆうすけ）
声 : 櫻井孝宏
あすかの兄で春人の友人。故人。3月9日生まれ。
春人の幼馴染。ともに映画の世界を目指す同志、……だった。またあすかの兄でもある。理論家でトーク好き。春人たちグループの中心的存在であったが一年前マンションから転落し、帰らぬ身となってしまった。
血液型:Ｂ型
身長:180cm

## スタッフ
- キャラクターデザイン : 松尾ゆきひろ、輿水隆之
- OP : キミが居た証拠に
作詞、作曲 : 志倉千代丸、編曲 : 磯江俊道 / 歌 : 彩音
- ED:ロマンシングストーリー
作詞、作曲 : 志倉千代丸、編曲 : 上野浩司 / 歌 : 彩音

## 関連商品

### 書籍
- Softgarageより発売。
  - メモリーズオフ#5アンコール 透明な虹（秋月ひろ作、ISBN 978-4-86133-099-5）
- JIVEより発売。
  - メモリーズオフ#5アンコールビジュアル・ガイドブック（ISBN 978-4-86176-439-4）